# Convocazioni per il campionato europeo maschile under 21 di calcio 2023
Elenco dei giocatori convocati al Campionato europeo di calcio Under-21 2023 da ciascuna Nazionale partecipante.
Le liste ufficiali, composte da ventitré giocatori (di cui tre portieri), dovranno essere presentate alla UEFA entro 7 giorni dall'inizio del torneo. Fino a ventiquattro ore prima della partita d'esordio della squadra, tuttavia, è ancora ammessa la possibilità di sostituire uno o più convocati in caso di infortunio che ne pregiudichi la disputa del torneo.
Sono selezionabili i giocatori nati dopo il 1º gennaio 2000.
L'età dei giocatori, il numero di presenze e i gol sono relativi al 21 giugno 2023, data di inizio della manifestazione.

## Gruppo A

### Belgio
Lista dei 23 convocati resa nota il 14 giugno 2023.
Commissario tecnico:  Jacky Mathijssen
| N. | Pos. | Giocatore              | Data nascita (età)         | Pres. | Reti | Squadra              |
| -- | ---- | ---------------------- | -------------------------- | ----- | ---- | -------------------- |
| 1  | P    | Maarten Vandevoordt    | 26 febbraio 2002 (21 anni) | 8     | 0    | Genk                 |
| 2  | D    | Hugo Siquet            | 9 luglio 2002 (20 anni)    | 10    | 0    | Cercle Bruges        |
| 3  | D    | Zeno Debast            | 24 ottobre 2003 (19 anni)  | 0     | 0    | Anderlecht           |
| 4  | D    | Ewoud Pletinckx        | 10 ottobre 2000 (22 anni)  | 4     | 0    | OH Lovanio           |
| 5  | D    | Koni De Winter         | 12 giugno 2002 (21 anni)   | 10    | 0    | Empoli               |
| 6  | C    | Aster Vranckx          | 4 ottobre 2002 (20 anni)   | 8     | 0    | Milan                |
| 7  | A    | Loïs Openda            | 16 febbraio 2000 (23 anni) | 15    | 13   | Lens                 |
| 8  | C    | Eliot Matazo           | 15 febbraio 2002 (21 anni) | 9     | 0    | Monaco               |
| 9  | A    | Yorbe Vertessen        | 8 gennaio 2001 (22 anni)   | 9     | 3    | Union Saint-Gilloise |
| 10 | A    | Michel-Ange Balikwisha | 10 maggio 2001 (22 anni)   | 7     | 1    | Anversa              |
| 11 | A    | Largie Ramazani        | 27 febbraio 2001 (22 anni) | 4     | 2    | Almería              |
| 12 | P    | Senne Lammens          | 7 luglio 2002 (20 anni)    | 4     | 0    | Club Bruges          |
| 13 | D    | Louis Patris           | 7 giugno 2001 (22 anni)    | 4     | 0    | OH Lovanio           |
| 14 | D    | Maxim De Cuyper        | 22 dicembre 2000 (22 anni) | 7     | 1    | Westerlo             |
| 15 | D    | Ameen Al-Dakhil        | 1º aprile 2002 (21 anni)   | 3     | 0    | Burnley              |
| 16 | C    | Arne Engels            | 8 settembre 2003 (19 anni) | 1     | 0    | Augusta              |
| 17 | A    | Anthony Descotte       | 3 agosto 2003 (19 anni)    | 0     | 0    | Charleroi            |
| 18 | C    | Olivier Deman          | 6 aprile 2000 (23 anni)    | 7     | 1    | Cercle Bruges        |
| 19 | C    | Mandela Keita          | 10 maggio 2002 (21 anni)   | 4     | 0    | Anversa              |
| 20 | D    | Ignace Van der Brempt  | 1º aprile 2002 (21 anni)   | 10    | 1    | Salisburgo           |
| 21 | P    | Maxime Delanghe        | 23 maggio 2001 (22 anni)   | 2     | 0    | PSV                  |
| 22 | A    | Charles De Ketelaere   | 10 marzo 2001 (22 anni)    | 6     | 1    | Milan                |
| 23 | C    | Nicolas Raskin         | 23 febbraio 2001 (22 anni) | 6     | 1    | Rangers              |

### Georgia
Lista dei convocati resa nota il 15 giugno 2023.
Commissario tecnico:  Ramaz Svanadze
| N. | Pos. | Giocatore               | Data nascita (età) | Pres. | Reti | Squadra                |
| -- | ---- | ----------------------- | ------------------ | ----- | ---- | ---------------------- |
| 1  | P    | Giorgi Mamardashvili    | 29 settembre 2000  | 4     | 0    | Valencia               |
| 2  | D    | Tsotne Kapanadze        | 30 agosto 2001     | 9     | 2    | Saburtalo Tbilisi      |
| 3  | D    | Iva Gelashvili          | 8 aprile 2001      | 9     | 0    | Saburtalo Tbilisi      |
| 4  | D    | Aleksandre Kalandadze   | 9 maggio 2001      | 10    | 0    | Dinamo Tbilisi         |
| 5  | D    | Saba Khvadagiani        | 30 gennaio 2003    | 7     | 1    | Dinamo Tbilisi         |
| 6  | C    | Luka Gagnidze           | 28 febbraio 2003   | 4     | 0    | Dinamo Mosca           |
| 7  | A    | Zuriko Davitashvili     | 15 febbraio 2001   | 4     | 0    | Bordeaux               |
| 8  | C    | Anzor Mekvabishvili     | 5 giugno 2001      | 9     | 1    | Dinamo Tbilisi         |
| 9  | A    | Giorgi Guliashvili      | 5 settembre 2001   | 15    | 7    | Sarajevo               |
| 10 | C    | Giorgi Moistsrapishvili | 29 settembre 2001  | 8     | 3    | Dinamo Tbilisi         |
| 11 | A    | Giorgi Gagua            | 10 ottobre 2001    | 9     | 0    | Real Unión             |
| 12 | P    | Nodari Kalichava        | 24 novembre 2000   | 0     | 0    | Samgurali Ts'q'alt'ubo |
| 13 | D    | Giorgi Gocholeishvili   | 14 febbraio 2001   | 7     | 1    | Šachtar                |
| 14 | C    | Gabriel Sigua           | 30 giugno 2005     | 1     | 0    | Dinamo Tbilisi         |
| 15 | D    | Saba Sazonov            | 1º febbraio 2002   | 2     | 0    | Dinamo Mosca           |
| 16 | D    | Irak'li Azarovi         | 21 febbraio 2002   | 8     | 0    | Stella Rossa           |
| 17 | A    | Nika Khorkheli          | 9 settembre 2001   | 5     | 1    | Samgurali Ts'q'alt'ubo |
| 18 | C    | Otar Mamageishvili      | 15 gennaio 2003    | 3     | 0    | Saburtalo Tbilisi      |
| 19 | A    | Heorhiy Tsitaishvili    | 18 novembre 2000   | 0     | 0    | Lech Poznań            |
| 20 | C    | Nika Gagnidze           | 20 marzo 2001      | 9     | 0    | Dila Gori              |
| 21 | C    | Nodar Lominadze         | 4 aprile 2002      | 1     | 0    | Samgurali Ts'q'alt'ubo |
| 22 | D    | Jemali-Giorgi Jinjolava | 28 giugno 2000     | 8     | 0    | Saburtalo Tbilisi      |
| 23 | P    | Luka Kutaladze          | 27 aprile 2001     | 4     | 0    | Dinamo Tbilisi         |

### Paesi Bassi
Lista dei convocati resa nota il 29 maggio 2023.
Nota: Shurandy Sambo è stato convocato al posto dell'infortunato Sepp van den Berg.
Commissario tecnico:  Erwin van de Looi
| N. | Pos. | Giocatore             | Data nascita (età)         | Pres. | Reti | Squadra          |
| -- | ---- | --------------------- | -------------------------- | ----- | ---- | ---------------- |
| 1  | P    | Bart Verbruggen       | 30 maggio 2000 (23 anni)   | 0     | 0    | Anderlecht       |
| 2  | D    | Devyne Rensch         | 18 gennaio 2003            | 6     | 0    | Ajax             |
| 3  | D    | Jan Paul van Hecke    | 8 giugno 2000 (23 anni)    | 3     | 0    | Brighton         |
| 4  | D    | Micky van de Ven      | 19 aprile 2001 (22 anni)   | 7     | 0    | Wolfsburg        |
| 5  | D    | Quilindschy Hartman   | 14 novembre 2001           | 1     | 0    | Feyenoord        |
| 6  | C    | Quinten Timber        | 17 giugno 2001 (22 anni)   | 11    | 1    | Feyenoord        |
| 7  | A    | Crysencio Summerville | 30 ottobre 2001 (21 anni)  | 4     | 2    | Leeds Utd        |
| 8  | C    | Ryan Gravenberch      | 16 maggio 2002 (21 anni)   | 7     | 1    | Bayern Monaco    |
| 9  | A    | Brian Brobbey         | 1º febbraio 2002           | 13    | 8    | Ajax             |
| 10 | C    | Kenneth Taylor        | 16 maggio 2002             | 9     | 0    | Ajax             |
| 11 | C    | Jurgen Ekkelenkamp    | 5 aprile 2000 (23 anni)    | 18    | 7    | Anversa          |
| 12 | D    | Milan van Ewijk       | 8 settembre 2000 (22 anni) | 4     | 0    | Heerenveen       |
| 13 | D    | Shurandy Sambo        | 19 agosto 2001 (21 anni)   | 1     | 0    | Sparta Rotterdam |
| 14 | C    | Ludovit Reis          | 1º giugno 2000             | 16    | 1    | Amburgo          |
| 15 | D    | Ian Maatsen           | 10 marzo 2002 (21 anni)    | 8     | 1    | Burnley          |
| 16 | P    | Kjell Scherpen        | 10 maggio 2000 (23 anni)   | 17    | 0    | Vitesse          |
| 17 | A    | Million Manhoef       | 3 gennaio 2002             | 1     | 0    | Vitesse          |
| 18 | C    | Wouter Burger         | 16 febbraio 2001 (22 anni) | 6     | 0    | Basilea          |
| 19 | A    | Thijs Dallinga        | 3 agosto 2000              | 3     | 0    | Tolosa           |
| 20 | A    | Joshua Zirkzee        | 21 maggio 2001 (22 anni)   | 14    | 7    | Bologna          |
| 21 | C    | Sven Mijnans          | 9 marzo 2000 (23 anni)     | 2     | 0    | AZ Alkmaar       |
| 22 | A    | Elayis Tavşan         | 30 aprile 2001 (22 anni)   | 7     | 4    | N.E.C.           |
| 23 | P    | Jasper Schendelaar    | 2 settembre 2000           | 0     | 0    | PEC Zwolle       |

### Portogallo
Lista dei 23 convocati resa nota il 14 giugno 2023.
Nota: Bernardo Vital e Diego Moreira sono stati convocati al posto degli infortunati Tomás Tavares e Fábio Vieira.
Commissario tecnico:  Rui Jorge
| N. | Pos. | Giocatore           | Data nascita (età)          | Pres. | Reti | Squadra             |
| -- | ---- | ------------------- | --------------------------- | ----- | ---- | ------------------- |
| 1  | P    | Celton Biai         | 13 agosto 2000 (22 anni)    | 10    | 0    | Vitória Guimarães   |
| 2  | D    | Bernardo Vital      | 29 dicembre 2000 (22 anni)  | 3     | 0    | Estoril Praia       |
| 3  | D    | André Amaro         | 13 agosto 2002 (20 anni)    | 1     | 0    | Vitória Guimarães   |
| 4  | C    | Samú Costa          | 27 novembre 2000 (22 anni)  | 6     | 1    | Almería             |
| 5  | D    | Nuno Tavares        | 26 gennaio 2000 (23 anni)   | 15    | 1    | Olympique Marsiglia |
| 6  | C    | Tiago Dantas        | 24 dicembre 2000 (22 anni)  | 16    | 0    | PAOK                |
| 7  | A    | Pedro Neto          | 9 marzo 2000 (23 anni)      | 6     | 3    | Wolverhampton       |
| 8  | C    | Paulo Bernardo      | 24 gennaio 2002 (21 anni)   | 12    | 5    | Paços Ferreira      |
| 9  | A    | Henrique Araújo     | 19 gennaio 2002 (21 anni)   | 13    | 7    | Watford             |
| 10 | C    | Afonso Sousa        | 3 maggio 2000 (23 anni)     | 11    | 3    | Lech Poznań         |
| 11 | A    | Francisco Conceição | 14 dicembre 2002 (20 anni)  | 16    | 3    | Ajax                |
| 12 | P    | Samuel Soares       | 15 giugno 2002 (21 anni)    | 5     | 0    | Benfica             |
| 13 | C    | Zé Carlos           | 30 ottobre 2001 (21 anni)   | 6     | 0    | Vitória Guimarães   |
| 14 | D    | Tomás Araújo        | 16 maggio 2002 (21 anni)    | 2     | 0    | Gil Vicente         |
| 15 | D    | Leonardo Lelo       | 30 marzo 2000 (23 anni)     | 5     | 0    | Casa Pia            |
| 16 | D    | Alexandre Penetra   | 9 settembre 2001 (21 anni)  | 5     | 0    | Famalicão           |
| 17 | C    | João Neves          | 27 settembre 2004 (18 anni) | 0     | 0    | Benfica             |
| 18 | C    | André Almeida       | 30 maggio 2000 (23 anni)    | 13    | 2    | Valencia            |
| 19 | A    | Vitinha             | 15 marzo 2000 (23 anni)     | 8     | 3    | Olympique Marsiglia |
| 20 | A    | Fábio Silva         | 19 luglio 2002 (20 anni)    | 12    | 6    | PSV                 |
| 21 | C    | Vasco Sousa         | 3 aprile 2003 (20 anni)     | 6     | 0    | Porto               |
| 22 | P    | Francisco Meixedo   | 19 maggio 2001 (22 anni)    | 1     | 0    | Porto               |
| 23 | A    | Diego Moreira       | 6 agosto 2004 (18 anni)     | 0     | 0    | Benfica             |

## Gruppo B

### Croazia
Lista dei convocati resa nota il 15 giugno 2023.
Commissario tecnico:  Dragan Skočić
| N. | Pos. | Giocatore          | Data nascita (età)          | Pres. | Reti | Squadra             |
| -- | ---- | ------------------ | --------------------------- | ----- | ---- | ------------------- |
| 1  | P    | Dominik Kotarski   | 10 febbraio 2000 (23 anni)  | 13    | 0    | PAOK                |
| 2  | D    | Niko Sigur         | 9 settembre 2003 (19 anni)  | 0     | 0    | Hajduk Spalato      |
| 3  | D    | David Čolina       | 19 luglio 2000 (22 anni)    | 16    | 0    | Augusta             |
| 4  | C    | Ante Palaversa     | 6 aprile 2000 (23 anni)     | 10    | 0    | Troyes              |
| 5  | D    | Nikola Soldo       | 25 gennaio 2001 (22 anni)   | 8     | 1    | Colonia             |
| 6  | D    | Bartol Franjić     | 14 gennaio 2000 (23 anni)   | 12    | 1    | Wolfsburg           |
| 7  | A    | Michele Šego       | 5 agosto 2000 (22 anni)     | 4     | 0    | Varaždin            |
| 8  | C    | Jurica Pršir       | 29 maggio 2000 (23 anni)    | 12    | 1    | HNK Gorica          |
| 9  | A    | Roko Šimić         | 10 settembre 2003 (19 anni) | 15    | 7    | Zurigo              |
| 10 | C    | Martin Baturina    | 16 febbraio 2003 (20 anni)  | 9     | 1    | Dinamo Zagabria     |
| 11 | C    | Lukas Kačavenda    | 2 marzo 2003 (20 anni)      | 10    | 1    | Lokomotiva Zagabria |
| 12 | P    | Ivor Pandur        | 25 marzo 2000 (23 anni)     | 4     | 0    | Fortuna Sittard     |
| 13 | A    | Matija Frigan      | 11 febbraio 2003 (20 anni)  | 2     | 0    | Rijeka              |
| 14 | D    | Niko Galešić       | 26 marzo 2001 (22 anni)     | 0     | 0    | Rijeka              |
| 15 | C    | Mauro Perković     | 22 marzo 2003 (20 anni)     | 3     | 0    | Dinamo Zagabria     |
| 16 | D    | Krešimir Krizmanić | 3 luglio 2000 (22 anni)     | 7     | 0    | HNK Gorica          |
| 17 | A    | Luka Stojković     | 28 ottobre 2003 (19 anni)   | 4     | 0    | Lokomotiva Zagabria |
| 18 | A    | Gabriel Vidović    | 1º dicembre 2003 (19 anni)  | 7     | 2    | Vitesse             |
| 19 | C    | Marko Bulat        | 9 marzo 2001 (22 anni)      | 3     | 0    | Dinamo Zagabria     |
| 20 | A    | Dion Drena Beljo   | 1º marzo 2002 (21 anni)     | 9     | 2    | Augusta             |
| 21 | C    | Veldin Hodža       | 15 ottobre 2002 (20 anni)   | 7     | 0    | Rijeka              |
| 22 | C    | Toni Fruk          | 9 marzo 2001 (22 anni)      | 5     | 2    | HNK Gorica          |
| 23 | P    | Nikola Čavlina     | 2 giugno 2002 (21 anni)     | 1     | 0    | Lokomotiva Zagabria |

### Romania
Lista dei convocati resa nota il 15 giugno 2023.
Nota: David Miculescu e Alexandru Cîmpanu sono stati convocati al posto degli infortunati Valentin Mihăilă e Constantin Grameni.
Commissario tecnico:  Emil Săndoi
| N. | Pos. | Giocatore         | Data nascita (età)          | Pres. | Reti | Squadra           |
| -- | ---- | ----------------- | --------------------------- | ----- | ---- | ----------------- |
| 1  | P    | Ștefan Târnovanu  | 9 maggio 2000 (23 anni)     | 1     | 0    | FCSB              |
| 2  | D    | Alexandru Pantea  | 11 settembre 2003 (19 anni) | 1     | 0    | FCSB              |
| 3  | D    | Valentin Țicu     | 19 settembre 2000 (22 anni) | 6     | 0    | Petrolul Ploiești |
| 4  | D    | Bogdan Racovițan  | 6 giugno 2000 (23 anni)     | 6     | 1    | Raków Częstochowa |
| 5  | D    | Mihai Lixandru    | 5 giugno 2001 (22 anni)     | 4     | 0    | Mioveni           |
| 6  | C    | Dragoș Albu       | 15 marzo 2001 (22 anni)     | 7     | 1    | FCU Craiova       |
| 7  | C    | Claudiu Petrila   | 7 novembre 2000 (22 anni)   | 9     | 0    | CFR Cluj          |
| 8  | C    | David Miculescu   | 2 maggio 2001 (22 anni)     | 11    | 2    | FCSB              |
| 9  | A    | Jovan Marković    | 23 marzo 2001 (22 anni)     | 9     | 2    | FCU Craiova       |
| 10 | C    | Alexandru Cîmpanu | 8 ottobre 2000 (22 anni)    | 8     | 1    | FCU Craiova       |
| 11 | C    | Alexandru Ișfan   | 31 gennaio 2000 (23 anni)   | 3     | 0    | FCU Craiova       |
| 12 | P    | Mihai Popa        | 12 ottobre 2000 (22 anni)   | 8     | 0    | Torino            |
| 13 | C    | Vladimir Screciu  | 13 gennaio 2000 (23 anni)   | 8     | 0    | FCU Craiova       |
| 14 | D    | Victor Dican      | 11 ottobre 2000 (22 anni)   | 8     | 0    | Botoșani          |
| 15 | C    | Andrei Borza      | 12 novembre 2005 (17 anni)  | 0     | 0    | Farul Costanza    |
| 16 | C    | Adrian Mazilu     | 13 settembre 2005 (17 anni) | 1     | 0    | Farul Costanza    |
| 17 | C    | Alexi Pitu        | 5 giugno 2002 (21 anni)     | 5     | 0    | Bordeaux          |
| 18 | C    | Octavian Popescu  | 27 dicembre 2002 (20 anni)  | 2     | 0    | FCSB              |
| 19 | A    | Louis Munteanu    | 16 giugno 2001 (22 anni)    | 1     | 0    | Farul Costanza    |
| 20 | D    | Andres Dumitrescu | 11 marzo 2001 (22 anni)     | 6     | 0    | Sepsi             |
| 21 | A    | Daniel Bîrligea   | 19 aprile 2000 (23 anni)    | 7     | 2    | CFR Cluj          |
| 22 | C    | Vlad Pop          | 31 agosto 2000 (22 anni)    | 3     | 0    | FCU Craiova       |
| 23 | P    | Andrei Gorcea     | 2 agosto 2001 (21 anni)     | 0     | 0    | U Cluj            |

### Spagna
Lista dei 23 convocati resa nota il 14 giugno 2023.
Commissario tecnico:  Santiago Denia
| N. | Pos. | Giocatore          | Data nascita (età)         | Pres. | Reti | Squadra         |
| -- | ---- | ------------------ | -------------------------- | ----- | ---- | --------------- |
| 1  | P    | Arnau Tenas        | 30 maggio 2001 (22 anni)   | 7     | 0    | Barcellona      |
| 2  | D    | Víctor Gómez Perea | 1º aprile 2000 (23 anni)   | 6     | 1    | Braga           |
| 3  | D    | Juan Miranda       | 19 gennaio 2000 (23 anni)  | 18    | 3    | Betis           |
| 4  | C    | Hugo Guillamón     | 31 gennaio 2000            | 15    | 3    | Valencia        |
| 5  | D    | Jon Pacheco        | 9 gennaio 2001 (22 anni)   | 9     | 0    | Real Sociedad   |
| 6  | C    | Antonio Blanco     | 23 luglio 2000             | 6     | 0    | Alavés          |
| 7  | A    | Rodrigo Riquelme   | 2 aprile 2000 (23 anni)    | 9     | 5    | Girona          |
| 8  | C    | Oihan Sancet       | 25 aprile 2000 (23 anni)   | 6     | 0    | Athletic Bilbao |
| 9  | A    | Abel Ruiz          | 28 gennaio 2000 (23 anni)  | 20    | 10   | Braga           |
| 10 | C    | Rodri              | 16 maggio 2000 (23 anni)   | 11    | 3    | Betis           |
| 11 | A    | Ander Barrenetxea  | 27 dicembre 2001           | 7     | 1    | Real Sociedad   |
| 12 | D    | Arnau Martínez     | 25 aprile 2003             | 5     | 0    | Girona          |
| 13 | P    | Julen Agirrezabala | 26 dicembre 2000 (22 anni) | 6     | 0    | Athletic Bilbao |
| 14 | D    | Aitor Paredes      | 29 aprile 2000             | 1     | 0    | Athletic Bilbao |
| 15 | D    | Mario Gila         | 29 agosto 2000             | 5     | 0    | Lazio           |
| 16 | C    | Álex Baena         | 20 luglio 2001 (21 anni)   | 6     | 1    | Villarreal      |
| 17 | D    | Sergio Gómez       | 4 settembre 2000 (22 anni) | 13    | 6    | Manchester City |
| 18 | C    | Gabri Veiga        | 27 maggio 2002             | 1     | 0    | Celta Vigo      |
| 19 | C    | Aimar Oroz         | 27 novembre 2001           | 2     | 0    | Osasuna         |
| 20 | D    | Manu Sánchez       | 24 agosto 2000 (22 anni)   | 8     | 3    | Osasuna         |
| 21 | A    | Sergio Camello     | 10 febbraio 2001 (22 anni) | 9     | 0    | Rayo Vallecano  |
| 22 | C    | Adrián Bernabé     | 26 maggio 2001 (22 anni)   | 1     | 0    | Parma           |
| 23 | P    | Leo Román          | 6 luglio 2000 (22 anni)    | 1     | 0    | Maiorca         |

### Ucraina
Lista dei 23 convocati resa nota il 15 giugno 2023.
Nota: Volodymyr Saljuk è stato convocato al posto dell'infortunato Mykola Mychajlenko.
Commissario tecnico:  Ruslan Rotan'
| N. | Pos. | Giocatore             | Data nascita (età)          | Pres. | Reti | Squadra         |
| -- | ---- | --------------------- | --------------------------- | ----- | ---- | --------------- |
| 1  | P    | Ruslan Neščeret       | 22 gennaio 2002 (21 anni)   | 9     | 0    | Dinamo Kiev     |
| 2  | D    | Kostjantyn Vivčarenko | 10 giugno 2002 (21 anni)    | 19    | 2    | Dinamo Kiev     |
| 3  | D    | Oleksandr Syrota      | 11 giugno 2000 (23 anni)    | 9     | 1    | Dinamo Kiev     |
| 4  | D    | Maksym Talovjerov     | 28 giugno 2000 (22 anni)    | 17    | 0    | LASK            |
| 5  | C    | Ivan Želizko          | 12 febbraio 2001 (22 anni)  | 18    | 0    | Valmiera        |
| 6  | D    | Oleksij Syč           | 1º aprile 2001 (22 anni)    | 17    | 0    | Kortrijk        |
| 7  | A    | Bohdan V"junnyk       | 21 maggio 2002 (21 anni)    | 19    | 4    | Grazer AK       |
| 8  | D    | Volodymyr Saljuk      | 25 giugno 2002 (20 anni)    | 1     | 0    | Čornomorec'     |
| 9  | A    | Danylo Sikan          | 16 aprile 2001 (22 anni)    | 14    | 8    | Šachtar         |
| 10 | C    | Mychajlo Mudryk       | 5 gennaio 2001 (22 anni)    | 16    | 3    | Chelsea         |
| 11 | A    | Vladyslav Vanat       | 4 gennaio 2002 (21 anni)    | 9     | 3    | Dinamo Kiev     |
| 12 | P    | Anatolij Trubin       | 1º agosto 2001 (21 anni)    | 11    | 0    | Šachtar         |
| 13 | D    | Rostyslav Ljach       | 12 ottobre 2000 (22 anni)   | 6     | 0    | Ruch L'viv      |
| 14 | C    | Oleksandr Nazarenko   | 1º febbraio 2000 (23 anni)  | 19    | 1    | Dnipro-1        |
| 15 | D    | Maksym Braharu        | 21 luglio 2002 (20 anni)    | 10    | 1    | Čornomorec'     |
| 16 | D    | Arsenij Batahov       | 5 marzo 2002 (21 anni)      | 19    | 0    | Zorja           |
| 17 | C    | Volodymyr Bražko      | 23 gennaio 2002 (21 anni)   | 10    | 1    | Zorja           |
| 18 | C    | Dmytro Kryskiv        | 6 ottobre 2000 (22 anni)    | 17    | 4    | Šachtar         |
| 19 | C    | Oleh Očeret'ko        | 25 maggio 2003 (20 anni)    | 11    | 1    | Šachtar         |
| 20 | C    | Oleksij Kaščuk        | 29 giugno 2000 (22 anni)    | 8     | 2    | Sabah           |
| 21 | C    | Artem Bondarenko      | 21 agosto 2000 (22 anni)    | 19    | 3    | Šachtar         |
| 22 | C    | Heorhij Sudakov       | 1º settembre 2002 (20 anni) | 15    | 3    | Šachtar         |
| 23 | P    | Kiril Fesjun          | 7 agosto 2002 (20 anni)     | 6     | 0    | Kolos Kovalivka |

## Gruppo C

### Rep. Ceca
Lista dei 23 convocati resa nota il 5 giugno 2023.
Nota: Jakub Markovič e Vladimír Neuman sono stati convocati al posto degli infortunati Matěj Kovář e Antonín Kinský.
Commissario tecnico:  Jan Suchopárek
| N. | Pos. | Giocatore       | Data nascita (età)          | Pres. | Reti | Squadra          |
| -- | ---- | --------------- | --------------------------- | ----- | ---- | ---------------- |
| 1  | P    | Vítězslav Jaroš | 23 luglio 2001 (21 anni)    | 3     | 0    | Stockport County |
| 2  | D    | Martin Vitík    | 21 gennaio 2003 (20 anni)   | 12    | 1    | Sparta Praga     |
| 3  | D    | Robin Hranáč    | 29 gennaio 2000 (23 anni)   | 9     | 0    | Pardubice        |
| 4  | D    | Adam Gabriel    | 28 maggio 2001 (22 anni)    | 11    | 3    | Hradec Králové   |
| 5  | D    | Karel Pojezný   | 23 settembre 2001 (21 anni) | 2     | 0    | Baník Ostrava    |
| 6  | D    | Michal Fukala   | 22 ottobre 2000 (22 anni)   | 10    | 0    | Slovan Liberec   |
| 7  | A    | Vasil Kušej     | 24 maggio 2000 (23 anni)    | 4     | 0    | Mladá Boleslav   |
| 8  | C    | Lukáš Červ      | 10 aprile 2001 (22 anni)    | 11    | 0    | Slovan Liberec   |
| 9  | A    | Václav Sejk     | 18 maggio 2002 (21 anni)    | 15    | 5    | Jablonec         |
| 10 | C    | Adam Karabec    | 2 luglio 2003 (19 anni)     | 14    | 4    | Sparta Praga     |
| 11 | C    | Pavel Šulc      | 29 dicembre 2000 (22 anni)  | 17    | 2    | Jablonec         |
| 12 | D    | Martin Cedidla  | 22 novembre 2001 (21 anni)  | 5     | 0    | Trinity Zlín     |
| 13 | C    | Kryštof Daněk   | 5 gennaio 2003 (20 anni)    | 10    | 2    | Sparta Praga     |
| 14 | A    | Daniel Fila     | 21 agosto 2002 (20 anni)    | 10    | 5    | Teplice          |
| 15 | A    | Matěj Koubek    | 10 gennaio 2000 (23 anni)   | 4     | 0    | Hradec Králové   |
| 16 | P    | Vladimír Neuman | 10 febbraio 2000 (23 anni)  | 0     | 0    | Karviná          |
| 17 | C    | Matĕj Jurasék   | 30 agosto 003 (2019 anni)   | 2     | 0    | Slavia Praga     |
| 18 | D    | David Pech      | 22 febbraio 2002 (21 anni)  | 4     | 0    | Slavia Praga     |
| 19 | D    | Tomáš Vlček     | 28 febbraio 2001 (22 anni)  | 3     | 0    | Pardubice        |
| 20 | C    | Jan Žambůrek    | 13 febbraio 2001 (22 anni)  | 12    | 0    | Viborg           |
| 21 | C    | Matěj Valenta   | 9 febbraio 2000 (23 anni)   | 5     | 1    | Slovan Liberec   |
| 22 | C    | Filip Kaloč     | 27 febbraio 2000 (23 anni)  | 11    | 0    | Baník Ostrava    |
| 23 | P    | Jakub Markovič  | 13 luglio 2001 (21 anni)    | 1     | 0    | Pardubice        |

### Inghilterra
Lista dei 23 convocati resa nota il 14 giugno 2023.
Commissario tecnico:  Lee Carsley
| N. | Pos. | Giocatore             | Data nascita (età)          | Pres. | Reti | Squadra           |
| -- | ---- | --------------------- | --------------------------- | ----- | ---- | ----------------- |
| 1  | P    | James Trafford        | 10 ottobre 2002 (20 anni)   | 4     | 0    | Manchester City   |
| 2  | D    | Max Aarons            | 4 gennaio 2000 (23 anni)    | 22    | 0    | Norwich City      |
| 3  | D    | Luke Thomas           | 10 giugno 2001 (21 anni)    | 12    | 0    | Leicester City    |
| 4  | D    | Levi Colwill          | 26 febbraio 2003 (19 anni)  | 5     | 0    | Chelsea           |
| 5  | D    | Taylor Harwood-Bellis | 30 gennaio 2002 (21 anni)   | 13    | 0    | Manchester City   |
| 6  | C    | Oliver Skipp          | 16 settembre 2000 (22 anni) | 17    | 0    | Tottenham         |
| 7  | C    | Morgan Gibbs-White    | 27 gennaio 2000 (23 anni)   | 12    | 2    | Nottingham Forest |
| 8  | C    | Jacob Ramsey          | 28 maggio 2001 (21 anni)    | 11    | 3    | Aston Villa       |
| 9  | A    | Cameron Archer        | 9 dicembre 2001 (21 anni)   | 5     | 4    | Aston Villa       |
| 10 | C    | Emile Smith Rowe      | 28 luglio 2000 (22 anni)    | 9     | 3    | Arsenal           |
| 11 | C    | Anthony Gordon        | 24 febbraio 2001 (21 anni)  | 9     | 4    | Newcastle Utd     |
| 12 | D    | Jarrad Branthwaite    | 27 giugno 2002 (20 anni)    | 0     | 0    | PSV               |
| 13 | P    | Josh Griffiths        | 5 settembre 2001 (21 anni)  | 1     | 0    | West Bromwich     |
| 14 | C    | James Garner          | 13 marzo 2001 (21 anni)     | 11    | 0    | Everton           |
| 15 | D    | Charlie Cresswell     | 17 agosto 2002 (20 anni)    | 9     | 0    | Leeds Utd         |
| 16 | D    | Ben Johnson           | 24 gennaio 2000 (23 anni)   | 6     | 0    | West Ham Utd      |
| 17 | C    | Curtis Jones          | 30 gennaio 2001 (22 anni)   | 14    | 4    | Liverpool         |
| 18 | C    | Tommy Doyle           | 17 ottobre 2001 (21 anni)   | 10    | 0    | Manchester City   |
| 19 | C    | Harvey Elliott        | 4 aprile 2003 (19 anni)     | 7     | 0    | Liverpool         |
| 20 | C    | Cole Palmer           | 6 maggio 2002 (20 anni)     | 8     | 3    | Manchester City   |
| 21 | C    | Angel Gomes           | 31 agosto 2000 (22 anni)    | 13    | 0    | Lilla             |
| 22 | P    | Carl Rushworth        | 2 luglio 2001 (21 anni)     | 0     | 0    | Brighton          |
| 23 | C    | Noni Madueke          | 10 marzo 2002 (20 anni)     | 6     | 1    | Chelsea           |

### Germania
Lista dei 23 convocati resa nota il 14 giugno 2023.
Commissario tecnico:  Antonio Di Salvo
| N. | Pos. | Giocatore          | Data nascita (età)          | Pres. | Reti | Squadra               |
| -- | ---- | ------------------ | --------------------------- | ----- | ---- | --------------------- |
| 1  | P    | Noah Atubolu       | 25 maggio 2002 (21 anni)    | 7     | 0    | Friburgo              |
| 2  | D    | Josha Vagnoman     | 12 novembre 2000 (22 anni)  | 12    | 0    | Stoccarda             |
| 3  | D    | Kenneth Schmidt    | 3 giugno 2002 (21 anni)     | 1     | 0    | Friburgo              |
| 4  | D    | Márton Dárdai      | 12 febbraio 2002 (21 anni)  | 5     | 0    | Hertha Berlino        |
| 5  | D    | Yann Aurel Bisseck | 29 novembre 2000 (22 anni)  | 5     | 0    | Aarhus                |
| 6  | C    | Tom Krauß          | 22 giugno 2001 (21 anni)    | 11    | 3    | Schalke 04            |
| 7  | C    | Ansgar Knauff      | 10 gennaio 2002 (21 anni)   | 9     | 1    | Eintracht Francoforte |
| 8  | C    | Yannik Keitel      | 15 febbraio 2000 (23 anni)  | 12    | 0    | Friburgo              |
| 9  | A    | Kevin Schade       | 27 novembre 2001 (21 anni)  | 5     | 4    | Brentford             |
| 10 | C    | Angelo Stiller     | 4 aprile 2001 (22 anni)     | 14    | 1    | Hoffenheim            |
| 11 | A    | Youssoufa Moukoko  | 20 novembre 2004 (18 anni)  | 5     | 6    | Borussia Dortmund     |
| 12 | P    | Nico Mantl         | 6 febbraio 2000 (23 anni)   | 4     | 0    | Salisburgo            |
| 13 | D    | Kilian Fischer     | 12 ottobre 2000 (22 anni)   | 6     | 0    | Wolfsburg             |
| 14 | D    | Henning Matriciani | 14 marzo 2000 (23 anni)     | 1     | 0    | Schalke 04            |
| 15 | D    | Maximilian Bauer   | 9 febbraio 2000 (23 anni)   | 7     | 0    | Greuther Fürth        |
| 16 | C    | Eric Martel        | 29 aprile 2002 (21 anni)    | 8     | 0    | Colonia               |
| 17 | C    | Noah Weißhaupt     | 20 settembre 2001 (21 anni) | 3     | 0    | Friburgo              |
| 18 | C    | Denis Huseinbašić  | 3 luglio 2001 (21 anni)     | 3     | 2    | Colonia               |
| 19 | A    | Nelson Weiper      | 17 marzo 2005 (18 anni)     | 0     | 0    | Magonza               |
| 20 | A    | Jessic Ngankam     | 20 luglio 2000 (22 anni)    | 2     | 1    | Greuther Fürth        |
| 21 | A    | Faride Alidou      | 18 luglio 2001 (21 anni)    | 8     | 0    | Eintracht Francoforte |
| 22 | D    | Luca Netz          | 15 maggio 2003 (20 anni)    | 8     | 0    | Borussia M'gladbach   |
| 23 | P    | Christian Früchtl  | 28 gennaio 2000 (23 anni)   | 0     | 0    | Austria Vienna        |

### Israele
Lista dei convocati resa nota il 14 giugno 2023.
Commissario tecnico:  Guy Luzon
| N. | Pos. | Giocatore         | Data nascita (età)         | Pres. | Reti | Squadra             |
| -- | ---- | ----------------- | -------------------------- | ----- | ---- | ------------------- |
| 1  | P    | Daniel Peretz     | 10 luglio 2000 (22 anni)   | 7     | 0    | Maccabi Tel Aviv    |
| 2  | D    | Karem Jaber       | 31 ottobre 2000 (22 anni)  | 12    | 0    | Maccabi Netanya     |
| 3  | D    | Ziv Morgan        | 19 gennaio 2000 (23 anni)  | 8     | 0    | Ironi K. Shmona     |
| 4  | D    | Or Blorian        | 7 marzo 2000 (23 anni)     | 17    | 0    | Hapoel Be'er Sheva  |
| 5  | D    | Gil Cohen         | 8 novembre 2000 (22 anni)  | 21    | 0    | Ashdod              |
| 6  | C    | Omri Gandelman    | 16 maggio 2000 (23 anni)   | 9     | 3    | Maccabi Netanya     |
| 7  | C    | Eden Karzev       | 11 aprile 2000 (23 anni)   | 16    | 2    | İstanbul Başakşehir |
| 8  | C    | Arad Bar          | 29 gennaio 2000 (23 anni)  | 9     | 4    | Maccabi Petah Tikva |
| 9  | A    | Idan Gorno        | 9 agosto 2004 (18 anni)    | 2     | 1    | Maccabi Petah Tikva |
| 10 | C    | Oscar Gloukh      | 1º aprile 2004 (19 anni)   | 4     | 0    | Salisburgo          |
| 11 | A    | Dor Turgeman      | 24 ottobre 2003 (19 anni)  | 2     | 0    | Maccabi Tel Aviv    |
| 12 | D    | Roy Revivo        | 22 maggio 2003 (20 anni)   | 2     | 0    | Hapoel Gerusalemme  |
| 13 | A    | Anan Khalaili     | 3 settembre 2004 (18 anni) | 0     | 0    | Maccabi Haifa       |
| 14 | C    | Oz Bilu           | 16 gennaio 2001 (22 anni)  | 7     | 1    | Maccabi Netanya     |
| 15 | C    | Eitan Azulay      | 26 maggio 2002 (21 anni)   | 6     | 0    | Maccabi Netanya     |
| 16 | C    | Yoav Hofmayster   | 25 dicembre 2000 (22 anni) | 6     | 0    | Ironi K. Shmona     |
| 17 | C    | Ayano Farada      | 29 aprile 2002 (21 anni)   | 0     | 0    | Hapoel Gerusalemme  |
| 18 | P    | Shareef Kayouf    | 25 giugno 2001 (21 anni)   | 2     | 0    | Maccabi Haifa       |
| 19 | A    | Mohammed Abu Rumi | 1º marzo 2004 (19 anni)    | 0     | 0    | Ironi K. Shmona     |
| 20 | A    | Hisham Layous     | 13 novembre 2000 (22 anni) | 5     | 0    | Hapoel Tel Aviv     |
| 21 | D    | Stav Lemkin       | 2 aprile 2003 (20 anni)    | 6     | 1    | Hapoel Tel Aviv     |
| 22 | D    | Ilay Hagag        | 7 novembre 2001 (21 anni)  | 4     | 0    | Hapoel Afula        |
| 23 | P    | Tomer Tzarfati    | 16 ottobre 2003 (19 anni)  | 0     | 0    | Maccabi Netanya     |

## Gruppo D

### Francia
Lista dei convocati resa nota il 31 maggio 2023.
Commissario tecnico:  Sylvain Ripoll
| N. | Pos. | Giocatore         | Data nascita (età)          | Pres. | Reti | Squadra             |
| -- | ---- | ----------------- | --------------------------- | ----- | ---- | ------------------- |
| 1  | P    | Illan Meslier     | 2 marzo 2000 (23 anni)      | 12    | 0    | Leeds Utd           |
| 2  | D    | Mohamed Simakan   | 3 maggio 2000 (23 anni)     | 2     | 0    | RB Lipsia           |
| 3  | D    | Yasser Larouci    | 1º gennaio 2001 (22 anni)   | 4     | 1    | Troyes              |
| 4  | D    | Loïc Badé         | 11 aprile 2000 (23 anni)    | 3     | 0    | Siviglia            |
| 5  | D    | Niels Nkounkou    | 1º novembre 2000 (22 anni)  | 3     | 0    | Saint-Étienne       |
| 6  | C    | Enzo Le Fée       | 3 febbraio 2000 (23 anni)   | 11    | 3    | Lorient             |
| 7  | C    | Kouadio Koné      | 17 maggio 2001 (22 anni)    | 7     | 0    | Borussia M'gladbach |
| 8  | C    | Maxence Caqueret  | 15 febbraio 2000 (23 anni)  | 19    | 2    | Olympique Lione     |
| 9  | A    | Arnaud Kalimuendo | 20 gennaio 2002 (21 anni)   | 17    | 4    | Rennes              |
| 10 | A    | Rayan Cherki      | 17 agosto 2003 (19 anni)    | 9     | 4    | Olympique Lione     |
| 11 | A    | Amine Gouiri      | 16 febbraio 2000 (23 anni)  | 26    | 11   | Rennes              |
| 12 | D    | Valentin Gendrey  | 21 giugno 2000 (23 anni)    | 2     | 0    | Lecce               |
| 13 | C    | Joris Chotard     | 24 settembre 2001 (21 anni) | 6     | 0    | Montpellier         |
| 14 | D    | Castello Lukeba   | 17 dicembre 2002 (20 anni)  | 7     | 0    | Olympique Lione     |
| 15 | A    | Amine Adli        | 10 maggio 2000 (23 anni)    | 8     | 3    | Bayer Leverkusen    |
| 16 | P    | Lucas Chevalier   | 6 novembre 2001 (21 anni)   | 2     | 0    | Lilla               |
| 17 | A    | Bradley Barcola   | 2 settembre 2002 (20 anni)  | 2     | 0    | Olympique Lione     |
| 18 | D    | Bafodé Diakité    | 6 gennaio 2001 (22 anni)    | 1     | 0    | Lilla               |
| 19 | C    | Khéphren Thuram   | 26 marzo 2001 (22 anni)     | 14    | 2    | Nizza               |
| 20 | D    | Pierre Kalulu     | 5 giugno 2000 (23 anni)     | 15    | 2    | Milan               |
| 21 | A    | Elye Wahi         | 2 gennaio 2003 (20 anni)    | 3     | 1    | Montpellier         |
| 22 | C    | Michael Olise     | 12 dicembre 2001 (21 anni)  | 4     | 0    | Crystal Palace      |
| 23 | P    | Stefan Bajic      | 23 dicembre 2001 (21 anni)  | 1     | 0    | Valenciennes        |

### Italia
Lista dei 23 convocati resa nota il 13 giugno 2023.
Commissario tecnico:  Paolo Nicolato
| N. | Pos. | Giocatore          | Data nascita (età)         | Pres. | Reti | Squadra     |
| -- | ---- | ------------------ | -------------------------- | ----- | ---- | ----------- |
| 1  | P    | Marco Carnesecchi  | 1º luglio 2000 (22 anni)   | 19    | -15  | Cremonese   |
| 2  | D    | Giorgio Scalvini   | 11 dicembre 2003 (19 anni) | 3     | 0    | Atalanta    |
| 3  | D    | Fabiano Parisi     | 9 novembre 2000            | 8     | 0    | Empoli      |
| 4  | C    | Samuele Ricci      | 21 agosto 2001             | 14    | 1    | Torino      |
| 5  | D    | Lorenzo Pirola     | 20 febbraio 2002           | 10    | 1    | Salernitana |
| 6  | D    | Matteo Lovato      | 14 febbraio 2000           | 13    | 1    | Salernitana |
| 7  | C    | Salvatore Esposito | 7 ottobre 2000             | 10    | 0    | Spezia      |
| 8  | C    | Sandro Tonali      | 8 maggio 2000 (23 anni)    | 14    | 0    | Milan       |
| 9  | A    | Lorenzo Colombo    | 8 marzo 2002               | 16    | 4    | Lecce       |
| 10 | C    | Nicolò Rovella     | 4 dicembre 2001 (21 anni)  | 18    | 3    | Monza       |
| 11 | A    | Pietro Pellegri    | 17 marzo 2001              | 5     | 2    | Torino      |
| 12 | D    | Raoul Bellanova    | 17 maggio 2000 (23 anni)   | 18    | 0    | Inter       |
| 13 | D    | Destiny Udogie     | 28 novembre 2002           | 7     | 0    | Udinese     |
| 14 | D    | Giorgio Cittadini  | 18 aprile 2002 (21 anni)   | 2     | 0    | Modena      |
| 15 | D    | Caleb Okoli        | 13 luglio 2001             | 11    | 1    | Atalanta    |
| 16 | C    | Edoardo Bove       | 16 maggio 2002             | 7     | 0    | Roma        |
| 17 | A    | Wilfried Gnonto    | 5 novembre 2003            | 0     | 0    | Leeds Utd   |
| 18 | A    | Matteo Cancellieri | 12 febbraio 2002           | 9     | 4    | Lazio       |
| 19 | P    | Elia Caprile       | 25 agosto 2001             | 2     | -1   | Bari        |
| 20 | D    | Andrea Cambiaso    | 20 febbraio 2000 (23 anni) | 7     | 0    | Bologna     |
| 21 | C    | Fabio Miretti      | 3 agosto 2003              | 3     | 0    | Juventus    |
| 22 | P    | Stefano Turati     | 5 settembre 2001           | 4     | -5   | Frosinone   |
| 23 | A    | Nicolò Cambiaghi   | 28 dicembre 2000 (22 anni) | 7     | 1    | Empoli      |

### Norvegia
Lista dei convocati resa nota il 31 maggio 2023.
Nota: Joshua Kitolano e Seedy Jatta, inclusi nel gruppo come riserve, sono stati infine convocati al posto degli infortunati Hugo Vetlesen e Jørgen Strand Larsen.
Commissario tecnico:  Leif Gunnar Smerud
| N. | Pos. | Giocatore                   | Data nascita (età)         | Pres. | Reti | Squadra          |
| -- | ---- | --------------------------- | -------------------------- | ----- | ---- | ---------------- |
| 1  | P    | Mads Hedenstad Christiansen | 21 ottobre 2000 (22 anni)  | 3     | 0    | Lillestrøm       |
| 2  | D    | Sebastian Sebulonsen        | 27 gennaio 2000 (23 anni)  | 16    | 1    | Brøndby          |
| 3  | D    | Henrik Heggheim             | 22 aprile 2001 (22 anni)   | 15    | 0    | Vålerenga        |
| 4  | D    | Jesper Daland               | 6 gennaio 2000 (23 anni)   | 15    | 1    | Cercle Bruges    |
| 5  | D    | David Wolfe                 | 23 aprile 2002 (21 anni)   | 1     | 0    | Brann            |
| 6  | C    | Sivert Mannsverk            | 8 maggio 2002 (21 anni)    | 4     | 0    | Molde            |
| 7  | C    | Joshua Kitolano             | 3 agosto 2001 (21 anni)    | 6     | 0    | Sparta Rotterdam |
| 8  | C    | Johan Hove                  | 7 settembre 2000 (22 anni) | 21    | 2    | Groningen        |
| 9  | A    | Seedy Jatta                 | 18 marzo 2003 (20 anni)    | 2     | 0    | Vålerenga        |
| 10 | A    | Oscar Bobb                  | 12 luglio 2003 (19 anni)   | 3     | 1    | Manchester City  |
| 11 | A    | Emil Ceide                  | 3 settembre 2001 (21 anni) | 11    | 4    | Sassuolo         |
| 12 | P    | Kristoffer Klaesson         | 27 novembre 2000 (22 anni) | 18    | 0    | Leeds Utd        |
| 13 | D    | Leo Fuhr Hjelde             | 26 agosto 2003 (19 anni)   | 7     | 0    | Rotherham Utd    |
| 14 | C    | Osame Sahraoui              | 11 giugno 2001 (22 anni)   | 10    | 2    | Heerenveen       |
| 15 | D    | Colin Rösler                | 22 aprile 2000 (23 anni)   | 4     | 0    | Mjällby          |
| 16 | C    | Håkon Evjen                 | 14 febbraio 2000 (23 anni) | 20    | 1    | Brøndby          |
| 17 | A    | Antonio Nusa                | 17 aprile 2005 (18 anni)   | 0     | 0    | Club Bruges      |
| 18 | C    | Markus Solbakken            | 25 luglio 2000 (22 anni)   | 7     | 0    | Viking           |
| 19 | D    | Warren Kamanzi              | 11 novembre 2000 (22 anni) | 2     | 0    | Tolosa           |
| 20 | A    | Erik Botheim                | 10 gennaio 2000 (23 anni)  | 14    | 3    | Salernitana      |
| 21 | C    | Tobias Christensen          | 11 maggio 2000 (23 anni)   | 17    | 4    | Fehérvár         |
| 22 | C    | Chrīstos Zafeirīs           | 23 febbraio 2003 (20 anni) | 5     | 0    | Slavia Praga     |
| 23 | P    | Rasmus Sandberg             | 23 aprile 2001 (22 anni)   | 0     | 0    | Stjørdals-Blink  |

### Svizzera
Lista dei 23 convocati resa nota il 15 giugno 2023.
Commissario tecnico:  Patrick Rahmen
| N. | Pos. | Giocatore         | Data nascita (età)          | Pres. | Reti | Squadra    |
| -- | ---- | ----------------- | --------------------------- | ----- | ---- | ---------- |
| 1  | P    | Amir Saipi        | 8 luglio 2000 (22 anni)     | 10    | 0    | Lugano     |
| 2  | D    | Lewin Blum        | 27 luglio 2001 (21 anni)    | 7     | 0    | Young Boys |
| 3  | D    | Nicolas Vouilloz  | 11 maggio 2001 (22 anni)    | 7     | 0    | Servette   |
| 4  | D    | Leonidas Stergiou | 3 marzo 2002 (21 anni)      | 14    | 1    | San Gallo  |
| 5  | D    | Marco Burch       | 19 ottobre 2000 (22 anni)   | 11    | 1    | Lucerna    |
| 6  | C    | Simon Sohm        | 10 marzo 2001 (22 anni)     | 18    | 0    | Parma      |
| 7  | A    | Dan Ndoye         | 8 gennaio 2001 (22 anni)    | 22    | 8    | Basilea    |
| 8  | C    | Ardon Jashari     | 30 luglio 2002 (20 anni)    | 3     | 0    | Lucerna    |
| 9  | A    | Filip Stojilković | 27 febbraio 2001 (22 anni)  | 22    | 2    | Darmstadt  |
| 10 | C    | Kastriot Imeri    | 27 giugno 2001 (21 anni)    | 20    | 7    | Young Boys |
| 11 | A    | Julian von Moos   | 3 agosto 2003 (19 anni)     | 4     | 1    | San Gallo  |
| 12 | P    | Nicholas Ammeter  | 11 dicembre 2000 (22 anni)  | 0     | 0    | Wil        |
| 13 | D    | Aurèle Amenda     | 31 luglio 2003 (19 anni)    | 1     | 0    | Young Boys |
| 14 | C    | Matteo Di Giusto  | 18 agosto 2000 (22 anni)    | 7     | 0    | Winterthur |
| 15 | C    | Gabriel Barès     | 29 agosto 2000 (22 anni)    | 12    | 2    | Thun       |
| 16 | D    | Serge Müller      | 18 settembre 2000 (22 anni) | 5     | 0    | Sciaffusa  |
| 17 | D    | Jan Kronig        | 24 giugno 2000 (22 anni)    | 12    | 1    | Aarau      |
| 18 | C    | Bledian Krasniqi  | 17 giugno 2001 (22 anni)    | 5     | 0    | Zurigo     |
| 19 | C    | Darian Males      | 3 maggio 2001 (22 anni)     | 13    | 0    | Basilea    |
| 20 | D    | Bećir Omeragić    | 20 gennaio 2002 (21 anni)   | 6     | 0    | Zurigo     |
| 21 | P    | Marvin Keller     | 3 luglio 2002 (20 anni)     | 2     | 0    | Young Boys |
| 22 | A    | Fabian Rieder     | 10 maggio 2001 (22 anni)    | 11    | 2    | Young Boys |
| 23 | A    | Zeki Amdouni      | 4 dicembre 2000 (22 anni)   | 11    | 7    | Basilea    |